# Oued Saoura
 (mars 2025).
L'Oued Saoura est un oued du sud-ouest Algérien, issu de la jonction entre l'Oued Guir et l'Oued Zouzfana à Igli. Il constitue la limite ouest du Grand Erg Occidental. Il forme le système fluvial pénétrant le plus au sud dans le Sahara à partir des montagnes de l'Atlas. Sa vallée comporte un certain nombre d'oasis. La réalisation du barrage de Djorf Torba sur l'Oued Guir a eu pour effet de minorer son débit.
Le cours de l'Oued Saoura est relativement droit suivant la direction sud-sud-est. Il relie les villes oasiennes les unes après les autres: d'abord au kilomètre 60 Béni-Abbès, puis Tamtert (kilomètre 107), El Ouata (kilomètre 116,5), Béni Ikhlef (kilomètre 163), Kerzaz (kilomètre 187), Timoudi (kilomètre 222) ), Ouled Khoudir (km 233) et Ksabi (km 260). 
Dans son cours inférieur en province d'Adrar, il se heurte à la chaîne des montagnes d'Ougarta et opère un virage à droite au kilomètre 275. Il se jette ensuite dans la Sebkha el-Melah par le sud-est. À Foum el Kheneg, point le plus méridional du virage, se situe une vallée sablonneuse sèche qui reprend le sens d'origine de l'écoulement de l'Oued Saoura avant le virage. Cet ancien exutoire, situé à 320 mètres d'altitude, est le point de départ de l'Oued Messaoud. Le bassin de la Sebkha el-Melah, actuellement sans écoulement, aurait autrefois, rempli d'eau à ce niveau, eu un drain naturel via l'Oued Messaoud sur plus de 300 kilomètres.
La route nationale 6 accompagne l'Oued Saoura sur toute la longueur de sa vallée, reliant les villes oasis mentionnées plus haut.